# 柴田駅
柴田駅（しばたえき）は、愛知県名古屋市南区元柴田東町にある名鉄常滑線の駅である。駅番号はTA05。
天白川を挟んで隣接する名和駅は東海市になるため、当駅は知多方面へ向かう際の名古屋市最南端駅である。
1990年までは隣の大同町駅とともに準急停車駅だったが、現在は下り1本（中部国際空港行き）を除いて通過する。

## 歴史
開業時は星崎駅と名乗ったが、有松線（現名古屋本線）に本星崎駅が開業したことに伴い現在の駅名に改称した。柴田の名は当時の字「北柴田新田」による。
- 1912年（明治45年）2月18日 - 愛知電気鉄道開通時に星崎駅として開業[4]。
- 1917年（大正6年）3月7日 - 柴田駅に改称[5]。
- 1935年（昭和10年）8月1日 - 名岐鉄道への合併により名古屋鉄道が発足したため、同社の駅となる。
- 1940年（昭和15年） - 堀田駅駅舎を当駅に移設[3]。
- 1977年（昭和52年） - 跨線橋完成[6]。
- 1984年（昭和59年）5月9日 - 駅舎改築[7]。
- 1987年（昭和62年）5月 - 自動改札機設置[8]。
- 1990年（平成2年）10月29日 - 準急が廃止される[9]。
- 2004年（平成16年）12月18日 - 下り線（太田川方面）高架化[10]。
- 2006年（平成18年）7月1日 - 上り線（神宮前方面）高架化。終日無人駅となる[11]。
- 2011年（平成23年）2月11日 - ICカード乗車券「manaca」供用開始。
- 2012年（平成24年）2月29日 - トランパス供用終了。

## 駅構造
8両編成対応の相対式ホーム2面2線の高架駅で、駅員無配置駅。駅集中管理システム（管理駅は神宮前駅）が導入されている。高架化後もホームの狭い箇所がある（特に1番線）。
地上駅時代は6両編成対応の島式1面2線で、駅舎とは跨線橋でつながっていた。高架化工事前の駅舎は1984年（昭和59年）5月に改築されたものだが、それ以前の駅舎は堀田駅駅舎を移築したものだった。
| 番線 | 路線      | 方向 | 行先                         |
| ---- | --------- | ---- | ---------------------------- |
| 1    | TA 常滑線 | 下り | 中部国際空港・河和・内海方面 |
| 2    | TA 常滑線 | 上り | 金山・名鉄名古屋方面         |

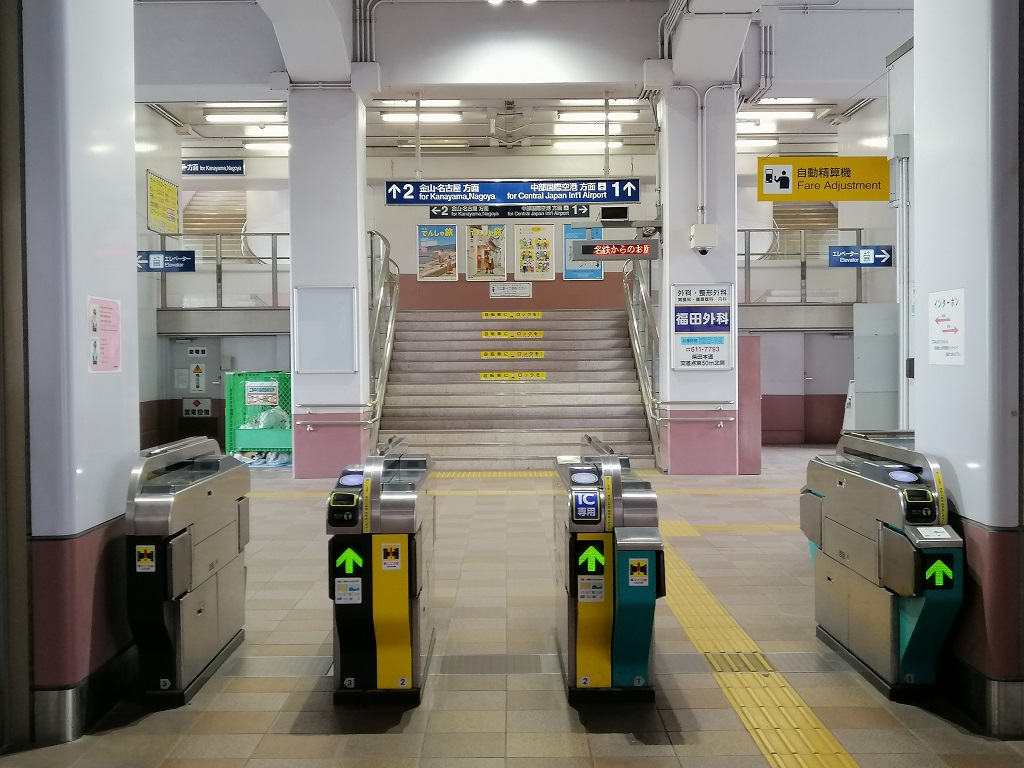
改札口
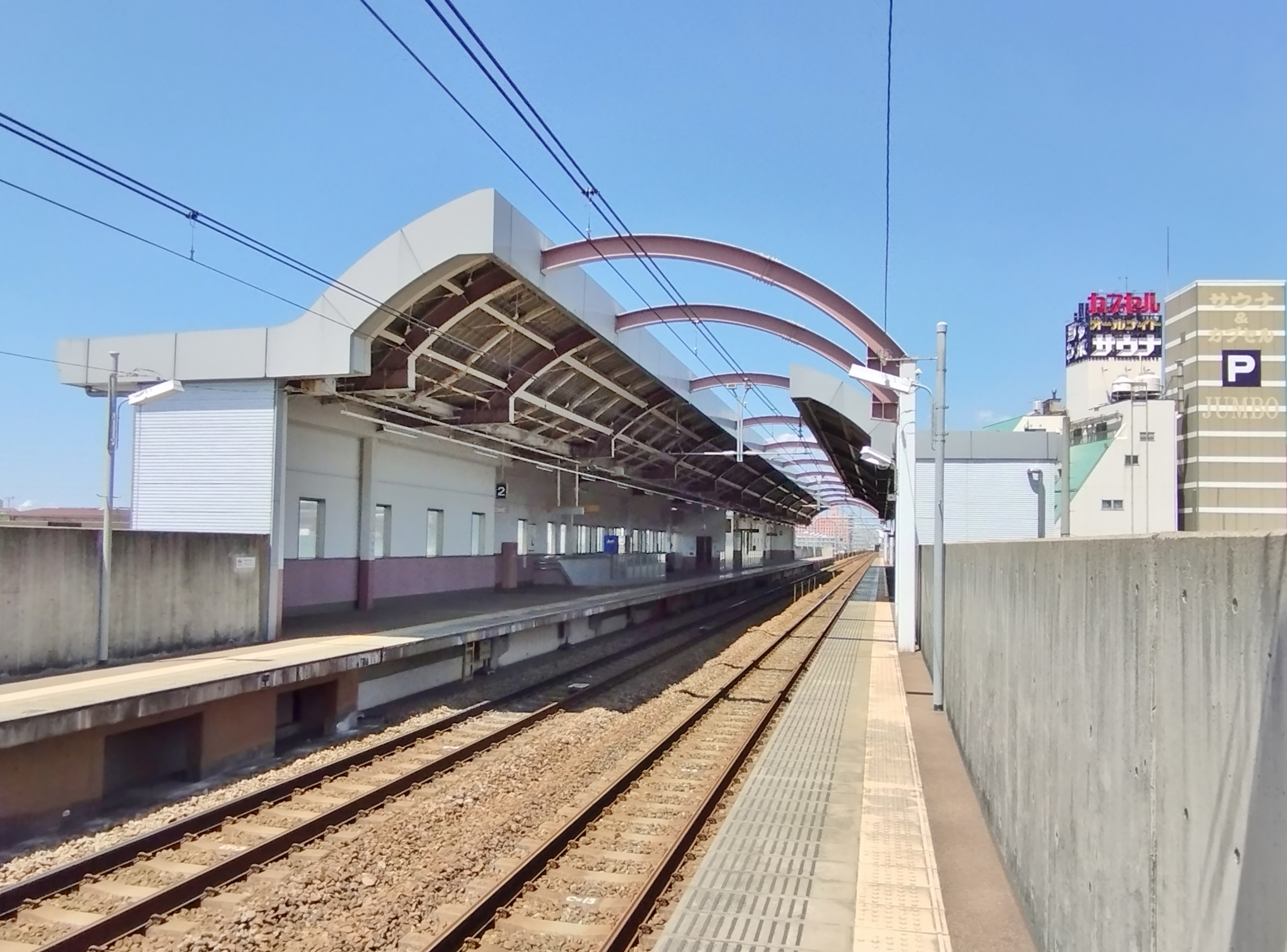
ホーム
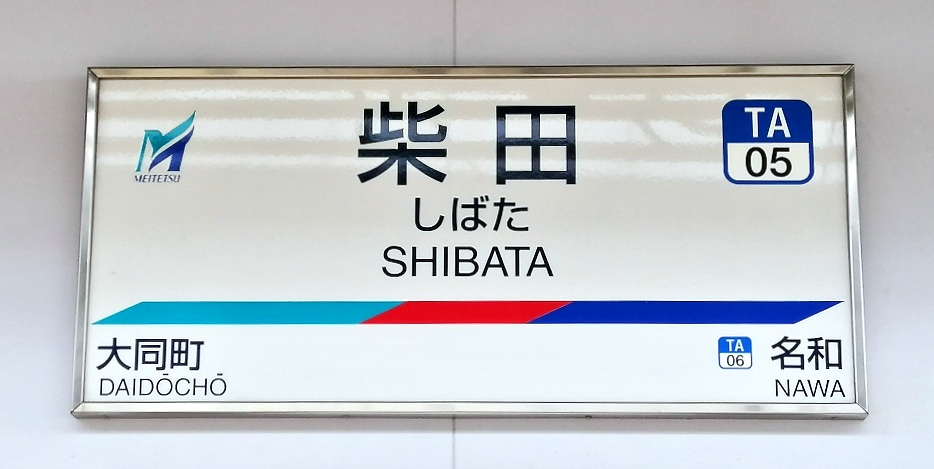
駅名標

### 配線図
| ← 神宮前・ 名古屋方面 | 柴田駅 構内配線略図 | → 太田川・ 常滑方面 |
| 凡例 出典:            |                     |                     |

## 利用状況
- 「移動等円滑化取組報告書」によれば、2020年度の1日平均乗降人員は3,724人である[16]。
- 『名鉄120年：近20年のあゆみ』によると2013年度当時の1日平均乗降人員は4,434人であり、この値は名鉄全駅（275駅）中96位、常滑線・空港線・築港線（26駅）中14位であった[17]。
- 『名古屋鉄道百年史』によると1992年度当時の1日平均乗降人員は7,427人であり、この値は岐阜市内線均一運賃区間内各駅（岐阜市内線・田神線・美濃町線徹明町駅 - 琴塚駅間）を除く名鉄全駅（342駅）中61位、常滑線・築港線（24駅）中6位であった[18]。
- 名古屋市の統計によると2019年度の1日平均乗車人員は2,234人である。

## 駅周辺
大まかに駅より西側は住宅街が建ち並び、駅より東側から柴田本通までの間は飲食店や風俗店などが立ち並ぶ歓楽街である。
- 名古屋市立柴田小学校
- 私立ブライド専門学校（家政高等課程洋裁科）
- あいち銀行柴田支店・柴田中央支店・大江支店
- 西尾信用金庫柴田支店
- 名古屋柴田郵便局
- 柴田下水処理場
- 大同病院（総合・救急病院）・だいどうクリニック（専門外来・外来化学療法センター）
- ヤマナカ柴田店・エディオン柴田店（店舗が繋がっている）
- ピアゴ ラ・フーズコア柴田店・くら寿司柴田本通店（旧ユニー柴田店敷地内に併設）
- ビジネスホテル「サンクロック」
- 常滑街道・知多街道・柴田本通（国道247号）
- 鶴見通（愛知県道36号諸輪名古屋線）
- 特別養護老人ホームケアマキス柴田（旧・ジャスコ柴田店→バッファロー旧本社）

## 路線バス
駅前にバス停はないが、国道247号にある名古屋市交通局「柴田」バス停が最寄りとなる。「神宮15」（神宮東門行き、要町・鳴尾車庫行き）、「名港11」（なごや港行き、鳴尾車庫行き）、「新瑞13」（新瑞橋行き循環、鳴尾車庫行き）「新瑞14」（新瑞橋行き）、「鳴.ワイ」（ワイルドフラワーガーデン行き、鳴尾車庫行き）の各系統が発着する。
かつては東海市の加木屋車庫方面への知多バスの路線も運行されていたものの、2007年に廃止された。

## 隣の駅
名古屋鉄道
TA 常滑線
□ミュースカイ・■特急・□快速急行・■急行・■準急
通過
■準急（朝の中部国際空港行き1本のみ停車）
大同町駅（TA04） - 柴田駅（TA05） - 聚楽園駅（TA07）
■普通
大同町駅（TA04） - 柴田駅（TA05） - 名和駅（TA06）